# Drakensang Online
Drakensang Online è un videogioco online free-to-play di genere fantasy RPG in 3D, sviluppato dalla Bigpoint. Il gioco permette ai giocatori di interpretare diverse classi di personaggi, tra cui mago, guerriero, cacciatore e nano. Ogni account può creare fino a cinque personaggi.
Il modello economico di Drakensang Online si basa sulle microtransazioni, che consentono ai giocatori di acquistare con denaro reale vari pacchetti utili per personalizzare l'aspetto del personaggio o migliorare aspetti legati al gameplay.
Il gioco è disponibile su diversi server distribuiti in Europa, Stati Uniti e Asia. L'accesso al mercato asiatico è riservato tramite il sito dedicato regionale. 

## Trama
Drakensang Online è un MMORPG d'azione ambientato nel mondo fantasy di Dracania, un regno minacciato da oscure forze provenienti dall'Altermondo. La storia prende avvio quando un gruppo di maghi malvagi riesce ad aprire un portale interdimensionale, permettendo a creature demoniache di invadere il regno. Il giocatore assume il ruolo di un eroe chiamato a difendere le città e le terre di Dracania, affrontando mostri, risolvendo enigmi e sventando i piani dei nemici.
Nel corso del gioco, il giocatore esplora diverse regioni, tra cui la città di Hiraja, minacciata da un misterioso nemico, e il deserto di Quizah, dove antiche magie e popoli dimenticati attendono di essere risvegliati. Ogni area offre sfide uniche, dungeon da esplorare e boss da sconfiggere.
Le espansioni del gioco, come Sands of Malice, introducono nuove terre, nemici e storie, ampliando ulteriormente l'universo di Dracania e le avventure disponibili per i giocatori. 

## Sviluppo
Le radici del progetto risalgono al 2008, quando lo studio di sviluppo tedesco Radon Labs pubblicò il titolo Drakensang: The Dark Eye e successivamente, nel 2010, il suo seguito Drakensang: The River of Time. Entrambi erano giochi di ruolo classici per giocatore singolo ambientati nel mondo virtuale di The Dark Eye (Das Schwarze Auge, DSA).Nel maggio 2010 Radon Labs presentò istanza di fallimento. Successivamente lo studio venne acquisito da Bigpoint Games e integrato all'interno della sede di Bigpoint a Berlino. Nel settembre 2010 fu annunciato lo sviluppo di Drakensang Online.Poiché Bigpoint non ottenne la licenza per The Dark Eye (DSA) e deteneva soltanto i diritti sul nome Drakensang, sviluppò un mondo di gioco originale con un sistema di regole indipendente, senza collegamenti diretti ai precedenti titoli della serie. 
Come gli altri titoli sviluppati da Radon Labs, Drakensang Online è basato su una versione personalizzata del Nebula Engine, progettato per essere eseguito all'interno di un browser. Il gioco è sviluppato in C++ e originariamente funzionava tramite un'applet Java. Tuttavia, con la progressiva rimozione del supporto a Java da parte di molti browser, nell'aprile 2014 è stato rilasciato un client scaricabile per garantire la compatibilità e la continuità del servizio. Nell'agosto 2011 è stata distribuita una versione beta aperta, che includeva l'introduzione dell'item shop e della valuta virtuale Andermant, segnando l'avvio delle operazioni commerciali del gioco.
Sebbene Drakensang Online sia un gioco progettato per browser, sono state rilasciate due edizioni speciali al dettaglio, contenenti contenuti normalmente disponibili nel negozio in-game. La prima edizione, meno costosa, includeva un set di armatura migliorato, un incremento delle statistiche di combattimento del personaggio e 10.000 unità di Andermant, la valuta virtuale del gioco. La seconda edizione, più costosa, offriva oltre a quanto contenuto nella precedente, anche un animale domestico a forma di drago, un ulteriore aumento della protezione e delle capacità di combattimento, e un bonus del 20% ai punti esperienza. In seguito, il quantitativo di Andermant fornito fu incrementato a 12.000 unità. 

## Modalità di gioco

### Livelli
Il giocatore inizia dal livello 1 e progredisce accumulando punti esperienza, ottenuti uccidendo mostri o completando missioni. Il gioco propone un'ampia varietà di incarichi. Le missioni principali sono collegate alla trama e consentono di scoprire progressivamente nuove avventure, fino a confrontarsi con l’ultimo boss dell’espansione finale, Sands of Malice, pubblicata il 28 febbraio 2017.
Oltre alle missioni principali, il gioco include missioni secondarie, indipendenti o parzialmente connesse alla trama.

### PvP
Il gioco prevede una modalità PvP suddivisa in quattro modalità. In ogni match, i giocatori ricevono Punti Onore in base alla loro performance, indipendentemente dalla vittoria o dalla sconfitta. Tuttavia, la quantità di punti assegnati è maggiore in caso di vittoria e minore in caso di sconfitta.
- 1v1 Duello: ogni giocatore deve sconfiggere il proprio avversario per ottenere 1 punto; il combattimento si articola su 2 round e vince chi ottiene 2 punti.
- 3v3 Gruppo contro Gruppo: si fronteggiano due squadre composte da 3 giocatori ciascuna; per ottenere 1 punto, è necessario eliminare tutti e 3 i membri della squadra avversaria. La durata massima del combattimento è di 3 minuti e vince la squadra che raggiunge per prima 3 punti.
- 5v5 Cattura la bandiera: il gioco prevede due squadre da 5 giocatori. L'obiettivo è catturare la bandiera avversaria e riportarla alla propria base. Vince la squadra che riesce a portare 3 bandiere alla propria base entro un tempo massimo di 15 minuti.
- 6v6 Assalto alla fortezza: due squadre da 6 giocatori si sfidano con obiettivi contrapposti. Una squadra deve distruggere le torrette e raggiungere la fortezza avversaria, dove dovrà eliminare il meccanismo finale entro un tempo massimo di 7 minuti (estendibile di 4 minuti se viene abbattuta l'entrata della fortezza). L'altra squadra ha il compito di difendere le strutture e impedire la progressione degli avversari.

È presente una classifica dedicata al PvP, suddivisa nelle quattro modalità descritte, con distinti conteggi per i Punti Onore quotidiani, settimanali e totali.
Accumularne un determinato quantitativo consente di acquistare oggetti presso specifici mercanti, tra cui equipaggiamenti, oggetti consumabili, cavalcature, emote e costumi.
Negli anni recenti, sono emerse numerose critiche da parte della comunità di giocatori riguardo al PvP, in particolare in relazione al bilanciamento dei combattimenti. Spesso, infatti, gli scontri erano dominati dalla meccanica del one-shot, nella quale un singolo colpo ben assestato da parte di un giocatore con equipaggiamento avanzato risultava sufficiente a eliminare l’avversario. Con l’introduzione della patch R214, il sistema è stato modificato per uniformare il livello di partenza di tutti i partecipanti: la vittoria dipende ora principalmente dalla capacità del giocatore di utilizzare efficacemente le proprie abilità.

### PvE e mondi intermedi
Oltre alle classifiche PvP, il gioco offre anche una classifica dedicata al PvE. Al raggiungimento del livello 50, viene automaticamente sbloccata una città segreta: la Lacerata Città di Cardhun. Questa città può essere accessibile anche a partire dal livello 10, a condizione di possedere un personaggio di livello 50 o superiore. Lo scopo del mondo intermedio è consentire una progressione rapida del personaggio. Complessivamente, il gioco presenta nove portali, ciascuno con mappe e boss finali da sbloccare. Nelle mappe del mondo intermedio, le probabilità di ottenere risorse e oggetti sono significativamente superiori rispetto alle mappe standard. Inoltre, è possibile selezionare il livello di difficoltà del dungeon prima di accedervi. La scala di difficoltà, dal livello più basso al più alto, è la seguente: doloroso, atroce, letale, infernale I, infernale II, infernale III, infernale IV. Aumentando la difficoltà, i nemici e i boss diventano progressivamente più impegnativi, ma le ricompense ottenibili risultano proporzionalmente più preziose.
Anche per i mondi intermedi è prevista una classifica, la quale viene azzerata circa ogni due mesi. Al termine di ogni ciclo, in base ai punti accumulati, i giocatori possono ricevere ricompense utilizzabili durante il gioco.

### Gradi e rarità delle risorse
Come in molti RPG, anche Drakensang Online dispone di un’ampia gamma di risorse, classificate per grado e rarità. Tali risorse possono essere ottenute da mostri, boss, missioni o mercanti presenti nel gioco. La suddivisione delle risorse in base alla rarità crescente è la seguente:
- Grigie: comuni e facilmente reperibili dai mostri.
- Migliorate: facilmente reperibili; oltre ai valori base della risorsa, forniscono un (1) valore bonus aggiuntivo.
- Magiche: meno comuni; oltre ai valori base, forniscono due (2) valori bonus aggiuntivi.
- Speciali: rare; oltre ai valori base, forniscono tre (3) valori bonus aggiuntivi. Si trovano frequentemente presso i mini-boss del mondo intermedio.
- Leggendarie: molto rare; oltre ai valori base, forniscono quattro (4) valori bonus aggiuntivi.
- Uniche: estremamente rare, ottenibili da mostri e boss. Queste risorse fanno parte di set specifici e forniscono, oltre ai valori base e ai quattro (4) bonus aggiuntivi, ulteriori bonus di set specifici

I Glifi del potere permettono di aumentare il livello di una risorsa. Ad esempio, se si ottiene una risorsa di livello 55 con valori base elevati, è possibile utilizzare i Glifi del potere per portare tale risorsa fino al livello 60.

## Personaggi

### Maghi del cerchio
Sono esseri dotati di un'intelligenza acuta che hanno dedicato la loro vita allo studio della magia, acquisendo la capacità di dominare le essenze del fuoco, del ghiaccio e del tuono per potenziare le proprie arti magiche.
Dopo aver superato la prova di iniziazione, i maghi possono approfondire e perfezionare le conoscenze acquisite durante l’apprendistato. Tuttavia, la loro ricerca della saggezza e della magia è vincolata da un rigoroso codice di condotta, e chi trasgredisce queste regole è soggetto a severe punizioni.
In passato, si sono mantenuti distanti dagli interessi delle persone comuni, svolgendo principalmente i ruoli di consiglieri, maestri, bibliotecari e alchimisti. Recentemente, tuttavia, l'Ordine ha deciso di convocare i maghi più audaci affinché recuperino l'antica saggezza sottratta dal nemico. Tali maghi dovranno avvicinarsi con prudenza e impiegare le proprie arti magiche per affrontare la minaccia che incombe dal passato.
I Maghi del Cerchio eccellono nei combattimenti a distanza. Utilizzano il mana per dominare le forze elementali del fuoco, del ghiaccio e del fulmine, oppure per manifestare la propria forza mentale sotto forma di magia arcana. Tuttavia, non possiedono una notevole resistenza negli scontri ravvicinati; per ovviare a questa vulnerabilità, fanno spesso ricorso al teletrasporto, che consente loro di eludere agilmente i combattimenti diretti.

### Guerrieri del drago
Per quanto le loro armi li distinguano, vi è un elemento che li accomuna: affrontano con indomito coraggio qualsiasi pericolo, poiché non sono semplici guerrieri, ma incarnano lo spirito stesso della battaglia.
Le reclute che sopravvivono al duro addestramento e al rituale di iniziazione dell’Ordine stringono un patto sacro con i Guerrieri del Drago, acquisendo la saggezza centenaria insita nel sangue del drago. Essi sono in costante formazione, apprendendo come unire la furia del drago che alberga in loro con tecniche di battaglia raffinate e letali.
Un tempo costituivano le élite combattenti dell’Impero, ma, con la caduta di quest’ultimo, furono ridotti a poco più che mercenari. Tuttavia, il Signore del Drago, capo dell’Ordine, ha ordinato ai suoi guerrieri di impegnarsi in una battaglia personale: il pericolo imminente richiede un confronto diretto con l’antico nemico, affinché possano dimostrare il loro valore. «Il suono delle spade che si scontrano in battaglia riecheggia nelle nostre vene».
I Guerrieri del Drago eccellono nei combattimenti a distanza ravvicinata. Grazie a colpi potenti, scaricano la loro furia, utilizzata per attivare abilità particolarmente efficaci. Per questo motivo, con il protrarsi del combattimento diventano progressivamente più pericolosi.

### Cacciatori
La dura vita a contatto con gli elementi naturali ha plasmato i Cacciatori, che non sono solo abili nella caccia, ma anche protettori della natura e difensori dell’equilibrio tra gli esseri del creato.
Fin dall’infanzia, all’interno del clan, i cacciatori vengono educati all’antica conoscenza e apprendono i segreti di una tradizione antica e gloriosa quanto l’umanità stessa. Grazie al loro profondo legame con la natura e al loro equilibrio interiore, hanno acquisito nel tempo abilità quasi magiche nell’arte del combattimento con arco e lame.
Un tempo tutti gli uomini erano cacciatori, ma mentre molti si sono progressivamente allontanati dalla vita in simbiosi con la natura, i veri cacciatori hanno mantenuto uno stile di vita originario, ai margini della società, che li ha resi figure rispettate e temute. Ora, di fronte alla chiamata degli antichi ordini, che invocano un’alleanza per contrastare coloro che minacciano l’equilibrio naturale, i cacciatori abbandonano il loro isolamento per rispondere alla minaccia. «Con frecce e lame salvaguardiamo l’equilibrio».
I Cacciatori sono eccellenti tiratori con l’arco e temibili avversari nei combattimenti a distanza ravvicinata. Il loro stile dinamico si caratterizza per un costante movimento sul campo di battaglia. Durante lo scontro, i cacciatori individuano i bersagli da lontano e li colpiscono con le frecce per indebolirli; successivamente si avvicinano per attaccare con le lame integrate nei loro archi.

### Meccanici del vapore
I Nani di Dracania sono maestri soprattutto nella costruzione di macchine. Alcuni tra i più grandi inventori del mondo conosciuto sono proprio nani, noti per la capacità di assemblare un’arma da fuoco partendo da un semplice mucchietto di tubi e viti.
Questi esseri dalla corporatura tarchiata hanno vissuto a lungo isolati sulle montagne, finché il ritorno del loro antico nemico, il drago, li ha spinti a cercare alleati in tutto il mondo.
I nani appartenenti alla celebre gilda dei meccanici sono temuti in battaglia grazie alle loro invenzioni. Hanno appreso l’arte di azionare armi avanzate utilizzando la forza del vapore. Quando non sono intenti a far esplodere qualcosa, sono conosciuti per il loro senso dell’umorismo e per la passione verso la meccanica di precisione. Tuttavia, le loro invenzioni non sono sempre facili da manovrare e possono presentare malfunzionamenti nei momenti meno opportuni.
«Ehi tu, non starai mica buttando via quello! Posso usarlo per costruire una macchina in grado di annientare un drago a cento passi!»
I Meccanici del vapore possiedono una grande potenza di fuoco nel combattimento a media distanza. Sono in grado di sparare proiettili ad alta penetrazione e con elevata cadenza, costruire cannoni, fluttuare mediante apparecchi a vapore e muoversi sfruttando la potenza di fuoco. Quando si trovano in preda all’ira, lanciano granate o indossano armature di ferro per ingaggiare combattimenti corpo a corpo.

## Accoglienza
Drakensang Online ha ricevuto una valutazione mista da parte di critica e pubblico. Il gioco è stato apprezzato per la sua grafica dettagliata e per l'ambientazione ispirata ai giochi hack-and-slash come la serie Diablo. La possibilità di giocare direttamente nel browser senza necessità di download è stata vista come un punto di forza, rendendo il gioco accessibile a un ampio pubblico.
Tuttavia, sono emerse critiche riguardo alla ripetitività delle missioni e alla dipendenza dal sistema di microtransazioni. Alcuni utenti hanno segnalato che il modello "free-to-play" può portare a un'esperienza di gioco sbilanciata, soprattutto nelle modalità PvP, dove i giocatori che spendono denaro reale possono ottenere vantaggi significativi. Inoltre, la mancanza di innovazione rispetto ad altri giochi del genere è stata evidenziata come un limite.
In sintesi, Drakensang Online è stato apprezzato per la sua accessibilità e per gli aspetti tecnici, ma ha ricevuto critiche per la ripetitività e per il modello economico che può influenzare l'equilibrio del gioco.